# Prosopis laevigata
Prosopis laevigata е вид растение от семейство Бобови (Fabaceae). Видът е незастрашен от изчезване.

## Разпространение
Разпространен е в Мексико.